# آتاناس درنوویچکی
آتاناس درنوویچکی (بلغاری: Атанас Дреновички؛ زادهٔ ۱۹ ژوئن ۱۹۹۰) بازیکن فوتبال اهل بلغارستان است.
از باشگاه‌هایی که در آن بازی کرده است می‌توان به باشگاه فوتبال لودوگورتس رازگراد اشاره کرد.
وی همچنین در تیم ملی فوتبال زیر ۲۱ سال بلغارستان بازی کرده است.